# Evelyn Danzig Haas
Evelyn D. Haas (1917 - 3 de febrero de 2010) fue una líder cívica y filántropa del área de la Bahía de San Francisco. Fue cofundadora del Fondo Evelyn y Walter Haas Jr., que ha contribuido con más de 364 millones de dólares a organizaciones culturales, cívicas y de servicios sociales del área de la Bahía.

## Biografía
Haas nació como Evelyn Danzig en Elberon, Nueva Jersey, en 1917. Creció en la ciudad de Nueva York y se graduó del Wheaton College en Massachusetts. Su padre fue Jerome J. Danzig, fundador de la firma de comercio de bonos J.J. Danzig y exgobernador de la Bolsa de Valores de Nueva York. Su hermano, Jerome Alan Danzig, fue asesor del gobernador Nelson A. Rockefeller de Nueva York y estuvo casado con la estrella del tenis Sarah Palfrey Cooke.
Haas conoció a su futuro esposo, Walter A. Haas Jr., mientras él asistía a la Escuela de Negocios de Harvard. Se casaron y se mudaron a San Francisco en 1940, donde criaron a sus tres hijos: Robert D. Haas, expresidente y CEO de Levi Strauss & Co.; Elizabeth Jane "Betsy" Haas Eisenhardt (casada con Roy Eisenhardt); y Walter J. Haas, copresidente del Fondo Evelyn y Walter Haas Jr. y expresidente y CEO de los Oakland Athletics. Los servicios funerarios se llevaron a cabo en la Congregación Emanu-El en San Francisco.

## Filantropía
Evelyn y su esposo Walter fundaron el Fondo Evelyn y Walter Haas Jr. en 1953.
Haas formó parte de la junta directiva del Museo de Arte Moderno de San Francisco. Ella y su esposo ayudaron a recaudar los 95 millones de dólares necesarios para construir las instalaciones del museo en el área de South of Market (SoMa) de San Francisco; abrió en 1995.
Estuvo involucrada con la Sinfónica de San Francisco por más de 40 años y, finalmente, se convirtió en Gobernadora Vitalicia de la institución. El Fondo Haas Jr. proporcionó a la sinfónica una subvención principal de desafío de 10 millones de dólares para la creación de Keeping Score, una iniciativa anclada en una serie de televisión de PBS destinada a llevar la música clásica a los hogares y escuelas estadounidenses.
Ella y su familia encabezaron la restauración de Crissy Field, una antigua base militar, en un parque nacional urbano de 100 acres. Haas también era una ávida pescadora con mosca. Coescribió un libro con Gwen Cooper, Wade a Little Deeper, Dear: A Woman's Guide to Fly Fishing en 1979, que se convirtió en un clásico entre los pescadores con mosca.
Haas fue defensora del fondo anual Season of Sharing del San Francisco Chronicle, que su esposo lanzó por primera vez en asociación con el periódico en 1986. Después de la muerte de su esposo en 1995, Haas se volvió aún más activa en la campaña, escribiendo cartas personales cada año para instar a cientos de amigos y colegas a contribuir.